# Ove Abildgaard
Ove Abildgaard, född 17 september 1916 i Lemvig, död 11 oktober 1990, var en dansk poet.
Abildgaard blev student 1935, var informator 1943-1944 och var därefter medarbetare i Vor Tids Leksikon 1948-1951 och från 1953 litteraturkritiker i Social-Demokraten. Abildgaard debuterade 1946 med Uglegylp och befäste tidigt sin roll som en traditions- och formmedveten poet med en egen stil. Han gav ofta de stora livsfrågorna en humoristisk formulering i sin poesi. Efter essäsamlingen Det langsamme for år (1957) sökte Abildgaard med diktsamlingen Og Lises hånd i min (1972) nya former för sin diktning.

## Priser & utmärkelser
- Emma Bærentzens Legat 1950
- Drachmannlegatet 1988